# Ferdinand Villax

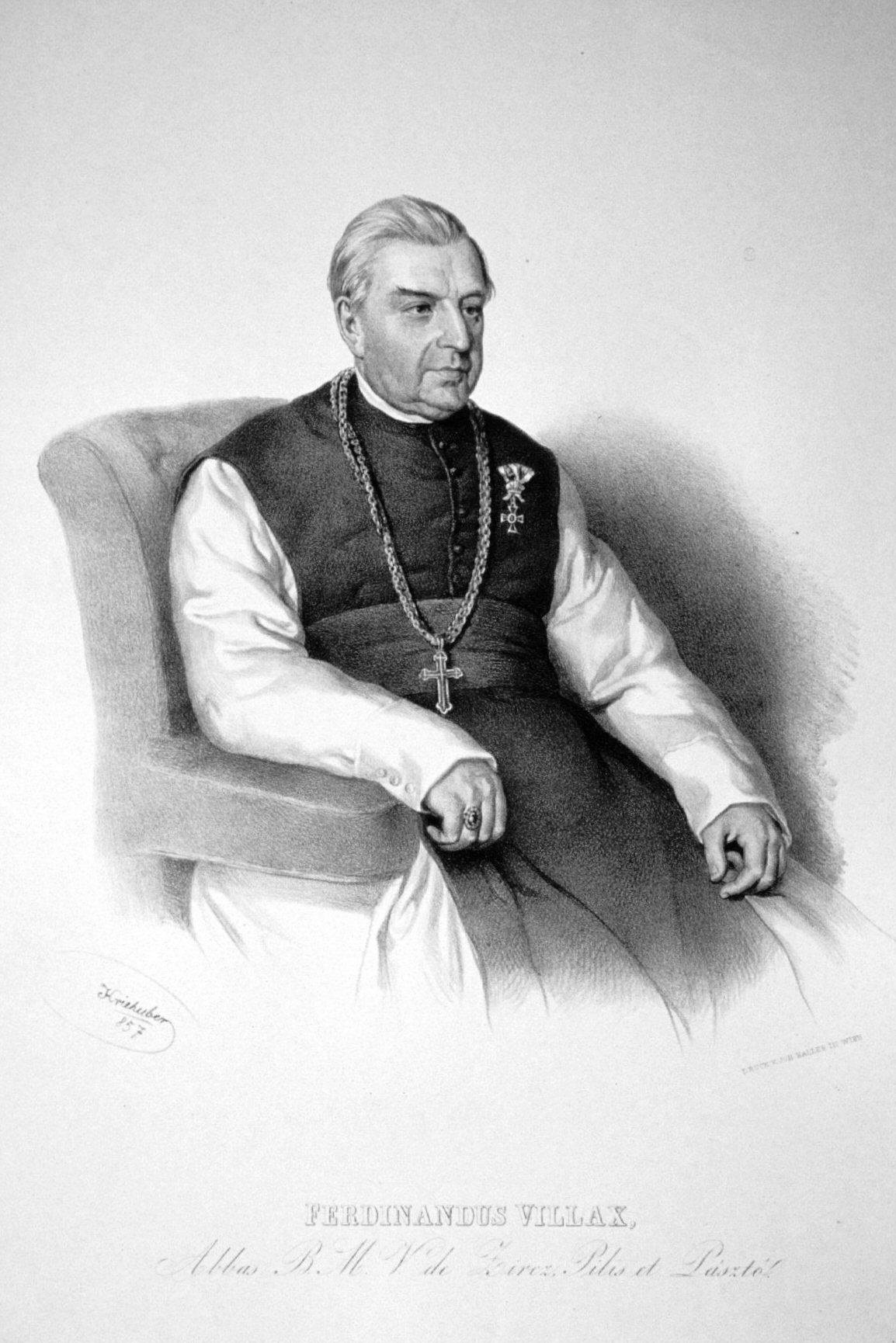
Lithographie von Josef Kriehuber, 1857

Ferdinand Villax  (* 14. Mai 1784 in Pápa; † 13. September 1857 in Zirc) war ein ungarischer Zisterzienser und Abt des Klosters Zirc.

## Leben
Ferdinand János Villax trat 1802 in den Zisterzienserorden ein, studierte im Kloster Heinrichau und Veszprém  und legte 1803 die Gelübde ab. 1808 wurde er zum Priester geweiht. Danach war er in Nagyesztergár und Olaszfalu in der Seelsorge tätig. Von 1813 bis 1817 leitete er das von Abt Antal Dréta übernommene Gymnasium in Székesfehérvár und war dann wieder auf verschiedenen Pfarrstellen eingesetzt, u. a. in Magyarpolány und Eger. Von 1823 bis zu seiner Abtwahl 1826 war er Pfarrer in Tósokberénd.
Schon am 11. Februar 1824 zum Abt gewählt, wurde er erst am 20. Januar 1826 von König Franz I. bestätigt und im Mai d. J. installiert. Er ließ die Landwirtschaft auf den Stiftsgütern verbessern, deren Einkünfte ihm u. a. die Um- und Ausbauten am Kloster ermöglichten. Auf ihn gehen die beiden Kirchtürme der Abteikirche und der Westflügel mit Bibliothek und Prälatur zurück. Er tätigte auch umfangreiche Bücherkäufe. 1831 übernahmen die Zisterzienser vier Lehrstühle am von Bischof Ignác Szepesy von Pécs errichteten Lyceum. Mit dem Schuljahr 1852/53 wurden die drei Schulen der Abtei (Eger, Pecs und Székesfehérvár) zu Obergymnasien erhoben. 1852 besuchte König Franz Joseph I. das Kloster.
Abt Villax starb am 13. September 1857 und wurde in der Abteikirche vor dem Bernhardaltar beigesetzt.